# AZ (vrouwenvoetbal)
AZ Vrouwen is een Nederlands vrouwenvoetbalteam uit het Noord-Hollandse Alkmaar, onderdeel van AZ dat is opgericht op 10 mei 1967. Het vrouwenvoetbalteam bestond van 2007 tot en met 2011 en werd in 2023 opnieuw opgericht.

## Geschiedenis

### Eerste periode
Toen in 2007 door de KNVB werd besloten dat er een eredivisie voor vrouwen zou komen besloot AZ hier ook in te stappen. Daarmee waren de Alkmaarders een van de in totaal zes clubs in het eerste seizoen van de Eredivisie Vrouwen. Het team was in de beginjaren, onder leiding van trainer Ed Engelkes, direct succesvol met drie gewonnen landskampioenschappen en evenzoveel deelnames aan Europese toernooien. Desalniettemin maakte AZ op 23 februari 2011 bekend met ingang van het seizoen 2011/12 na vier jaar te stoppen met vrouwenvoetbal. Financiële redenen zouden hieraan ten grondslag liggen. Op 21 mei 2011 speelden de AZ Vrouwen in de bekerfinale tegen de dames van Heerenveen hun laatste wedstrijd. Deze wedstrijd werd, in het Abe Lenstrastadion, met 2-0 gewonnen, waardoor ook het laatste seizoen met een prijs afgesloten kon worden. Een groot deel van de selectie stapte die zomer over naar het nieuw opgerichte damesteam van SC Telstar VVNH.
In de beginjaren moesten teams die meededen in de eredivisie een samenwerkingsverband hebben. Hieruit kwamen spelers die zowel in de eredivisie spelen als wel bij hun eigen team, meestal een Hoofdklasse-team. Dit was opgezet om een massale leegstroom uit de hoofdklasse voor vrouwen te voorkomen. AZ had een samenwerkingsverband met Fortuna Wormerveer.

### Tweede periode
Op 28 december 2022 maakte AZ bekend zijn herintrede te maken in de eredivisie voor vrouwen. AZ was in april 2022 een samenwerking aangegaan met VV Alkmaar, en zal met ingang van het seizoen 2023/24 de licentie van die club overnemen. AZ stelde de trainer van VV Alkmaar, Mark de Vries, aan als de eerste hoofdtrainer sinds het herintrede van de club in de eredivisie.

## Erelijst
| Nationaal     |    |                           |
| Landskampioen | 3x | 2007/08, 2008/09, 2009/10 |
| KNVB Beker    | 1x | 2010/11                   |

### Individuele prijzen
In deze lijst een overzicht van de individuele prijzen behaald door personen tijdens hun dienstverband bij AZ voor een prestatie behaald met de AZ Vrouwen. Alleen winnaars van de betreffende prijs worden vermeld, een tweede plek die soms ook een prijs oplevert krijgt in dit overzicht geen vermelding.
Topscorers:
- Topscorer Eredivisie

Chantal de Ridder (2010, 2011)
Juryprijzen:
- Speelster van het Jaar

Kim Dolstra (2010)

## Stadion
Gedurende de eerste periode van AZ in de eredivisie werden de meeste wedstrijden gespeeld in het AFAS Stadion te Alkmaar. Op 31 maart 2023 maakte AZ bekend waar het haar wedstrijden in de tweede periode van haar bestaan zou gaan spelen. Er werd voor gekozen om het eerste vrouwenelftal te laten trainen en spelen op het AFAS Trainingscomplex, terwijl de jeugdteams in Alkmaar spelen bij AFC '34.

## Organisatie
| Management             |           |                      |      |
| Stefanie van der Gragt | Nederland | Technisch Manager    | 2023 |
| Mitchell Meijer        | Nederland | Hoofd Jeugdopleiding | 2023 |

## Eerste Elftal

### Selectie
| Nr.           | Nat.               | Naam                 | Competitie | Competitie | Beker | Beker      | Europa | Europa     | Overig | Overig     | Totaal | Totaal     | Contract | Vorige club | Debuut | Debuutwedstrijd |
| Nr.           | Nat.               | Naam                 | W          | Doelpunten | W     | Doelpunten | W      | Doelpunten | W      | Doelpunten | W      | Doelpunten | Contract | Vorige club | Debuut | Debuutwedstrijd |
| ------------- | ------------------ | -------------------- | ---------- | ---------- | ----- | ---------- | ------ | ---------- | ------ | ---------- | ------ | ---------- | -------- | ----------- | ------ | --------------- |
| Keepers       |                    |                      |            |            |       |            |        |            |        |            |        |            |          |             |        |                 |
| 1             | Vlag van Nederland | Femke Liefting       | 0          | 0          | 0     | 0          | 0      | 0          | 0      | 0          | 0      | 0          | 2026     |             |        |                 |
| 16            | Vlag van Nederland | Netty Booms          | 0          | 0          | 0     | 0          | 0      | 0          | 0      | 0          | 0      | 0          | 2027     |             |        |                 |
| Verdedigers   |                    |                      |            |            |       |            |        |            |        |            |        |            |          |             |        |                 |
| 2             | Vlag van Nederland | Ginia Caprino        | 0          | 0          | 0     | 0          | 0      | 0          | 0      | 0          | 0      | 0          |          | Alkmaar     |        |                 |
| 3             | Vlag van Nederland | Djoeke de Ridder     | 0          | 0          | 0     | 0          | 0      | 0          | 0      | 0          | 0      | 0          | 2027     |             |        |                 |
| 4             | Vlag van Nederland | Karlijn Woons        | 0          | 0          | 0     | 0          | 0      | 0          | 0      | 0          | 0      | 0          |          |             |        |                 |
| 5             | Vlag van Nederland | Camie Mol            | 0          | 0          | 0     | 0          | 0      | 0          | 0      | 0          | 0      | 0          |          | Alkmaar     |        |                 |
| 12            | Vlag van Nederland | Robin Blom           | 0          | 0          | 0     | 0          | 0      | 0          | 0      | 0          | 0      | 0          |          |             |        |                 |
| 15            | Vlag van Nederland | Pleun Groot          | 0          | 0          | 0     | 0          | 0      | 0          | 0      | 0          | 0      | 0          |          | Jeugd       |        |                 |
| 23            | Vlag van Nederland | Maudy Stoop          | 0          | 0          | 0     | 0          | 0      | 0          | 0      | 0          | 0      | 0          |          | Alkmaar     |        |                 |
| Middenvelders |                    |                      |            |            |       |            |        |            |        |            |        |            |          |             |        |                 |
| 6             | Vlag van Nederland | Isa Colin            | 0          | 0          | 0     | 0          | 0      | 0          | 0      | 0          | 0      | 0          |          |             |        |                 |
| 8             | Vlag van Nederland | Manique de Vette     | 0          | 0          | 0     | 0          | 0      | 0          | 0      | 0          | 0      | 0          |          | Feyenoord   |        |                 |
| 14            | Vlag van Nederland | Bo op de Weegh       | 0          | 0          | 0     | 0          | 0      | 0          | 0      | 0          | 0      | 0          | 2025     |             |        |                 |
| 17            | Vlag van Nederland | Ilvy Zijp            | 0          | 0          | 0     | 0          | 0      | 0          | 0      | 0          | 0      | 0          |          | Alkmaar     |        |                 |
| 20            | Vlag van Nederland | Mirte van Bentum     | 0          | 0          | 0     | 0          | 0      | 0          | 0      | 0          | 0      | 0          | 2027     | Jeugd       |        |                 |
| 21            | Vlag van Nederland | Jasmijn van Uden     | 0          | 0          | 0     | 0          | 0      | 0          | 0      | 0          | 0      | 0          | 2026     | Jong PSV    |        |                 |
| 22            | Vlag van Nederland | Kealyn Thomas        | 0          | 0          | 0     | 0          | 0      | 0          | 0      | 0          | 0      | 0          | 2026     | Jong PSV    |        |                 |
| Aanvallers    |                    |                      |            |            |       |            |        |            |        |            |        |            |          |             |        |                 |
| 7             | Vlag van Nederland | Veerle van der Most  | 0          | 0          | 0     | 0          | 0      | 0          | 0      | 0          | 0      | 0          | 2025     | Alkmaar     |        |                 |
| 9             | Vlag van Nederland | Floor Spaan          | 0          | 0          | 0     | 0          | 0      | 0          | 0      | 0          | 0      | 0          |          |             |        |                 |
| 10            | Vlag van Nederland | Desiree van Lunteren | 0          | 0          | 0     | 0          | 0      | 0          | 0      | 0          | 0      | 0          | 2025     | PSV         |        |                 |
| 11            | Vlag van Nederland | Fieke Kroese         | 0          | 0          | 0     | 0          | 0      | 0          | 0      | 0          | 0      | 0          | 2026     | FC Twente   |        |                 |
| 18            | Vlag van Marokko   | Romaissa Boukakar    | 0          | 0          | 0     | 0          | 0      | 0          | 0      | 0          | 0      | 0          | 2025     | Jeugd       |        |                 |

### Staf
| Naam            | Nationaliteit | Functie           | Sinds | Contract | Vorige club |
| --------------- | ------------- | ----------------- | ----- | -------- | ----------- |
| Technische Staf |               |                   |       |          |             |
| Wouter de Vogel | Nederland     | Hoofdtrainer      | 2023  |          |             |
| Kelvin Jansen   | Nederland     | Assistent-trainer | 2023  |          |             |
| Edwin Keizer    | Nederland     | Keeperstrainer    | 2023  | 2024     |             |
| Medische Staf   |               |                   |       |          |             |
| Sjaantje Nanne  | Nederland     | Fysiektrainer     | 2023  |          |             |
| Overige Staf    |               |                   |       |          |             |
| Bo Geurts       | Nederland     | Teammanager       | 2023  |          |             |

Laatste update: 31 oktober 2024

## Overzichtslijsten

### Competitie
- 2008 1e
Eredivisie
- 2009 1e
Eredivisie
- 2010 1e
Eredivisie
- 2011 3e
Eredivisie
- 2024 9e
Eredivisie
- 2025 6e
Eredivisie

In elke staaf van de grafiek staat van boven naar beneden vermeld: 
- Eindnotering

Dit is de positie die de club heeft bereikt in de competitie, zonder eventuele beslissings-, play-off- of nacompetitiewedstrijden die nodig zijn geweest om bijvoorbeeld de kampioen van de competitie te bepalen.
Indien een * achter het getal staat is de notering een tussenstand en kan het zijn dat de notering niet overeenkomt met de uiteindelijke eindstand van de competitie.
Staat er een - dan is het seizoen nog bezig en is er geen definitieve uitslag bekend.
Staat er xx op de positie van de notering, dan heeft de club vroegtijdig de competitie verlaten. Dit kan onder andere komen door terugtrekking van het team, faillissement van de club of door een uitgedeelde straf van de KNVB. In veel gevallen staat elders in het artikel de reden vermeld.
Staat er een ? dan is het resultaat uit het verleden onbekend, en is alleen de competitie of het niveau bekend van dat seizoen.
In de seizoenen 2019/20 en 2020/21 werd wegens de coronacrisis het amateurvoetbal afgebroken. Daardoor kennen deze staven geen eindklassering (middels -- weergegeven).
- Competitieniveau en afdelingsletter of Officiële eindstand Eredivisie
  - Competitieniveau en afdelingsletter

Hierbij geeft het getal het niveau weer, dat ook terug te vinden is in de legenda. De letter is de afdelingsaanduiding en wordt gebruikt wanneer er meer afdelingen zijn op hetzelfde niveau. De afdelingsletter is altijd een hoofdletter en wordt meestal zonder nummer gebruikt.
Voorbeeld: 2F is niveau 2e klasse competitie F.
Het competitieniveau en nummer wordt niet vermeld wanneer er slechts één competitie van dit niveau was.
  - Officiële eindstand Eredivisie (getal staat tussen haakjes vermeld)

Sinds de introductie van play-offwedstrijden voor Europees voetbal na afloop van de reguliere competitie in 2005/06, is de KNVB verplicht een eindstand van de Eredivisie door te geven aan de UEFA aan de hand van deze play-offwedstrijden.
Bij deze eindstand staan clubs die zich hebben gekwalificeerd voor Europees voetbal hoger dan clubs die zich niet wisten te kwalificeren. Indien er geen verschil was tussen de eindnotering en de officiële eindstand, staat dit getal niet vermeld.

- Onderafdeling

Hier staat afgekort de naam van de onderafdeling indien de club in dat jaar in een onderafdeling uitkwam. Tevens staat deze afkorting in de legenda en wordt gelinkt naar het artikel over deze onderafdeling. Deze afkorting wordt alleen vermeld wanneer de club in het verleden in verschillende onderafdelingen heeft gespeeld. Deze vermelding is in de staaf altijd in kleine letters. Deze onderafdelingen zijn na het seizoen 1995/96 afgeschaft. Heeft de club in slechts één onderafdeling gespeeld, dan is dit alleen terug te vinden in de legenda.
Onder de staaf staat het jaartal vermeld waarin het seizoen is afgesloten. 15 verwijst naar het seizoen 2014/15 of eventueel het seizoen 1914/15.
Wanneer een staaf leeg is, zijn deze gegevens niet bekend. Het kan ook zijn dat de club dat seizoen niet heeft meegespeeld op het hogere amateurniveau, vroegtijdig de competitie heeft verlaten of uit de competitie is gezet.

In het seizoen 1944/45 was er wegens de Tweede Wereldoorlog geen regulier competitievoetbal.
- Eredivisie

### Seizoensoverzichten
| Resultaten van AZ sinds de toetreding in het vrouwenvoetbal in 2007 | Resultaten van AZ sinds de toetreding in het vrouwenvoetbal in 2007 | Resultaten van AZ sinds de toetreding in het vrouwenvoetbal in 2007 | Resultaten van AZ sinds de toetreding in het vrouwenvoetbal in 2007 | Resultaten van AZ sinds de toetreding in het vrouwenvoetbal in 2007 | Resultaten van AZ sinds de toetreding in het vrouwenvoetbal in 2007 | Resultaten van AZ sinds de toetreding in het vrouwenvoetbal in 2007 | Resultaten van AZ sinds de toetreding in het vrouwenvoetbal in 2007 | Resultaten van AZ sinds de toetreding in het vrouwenvoetbal in 2007 | Resultaten van AZ sinds de toetreding in het vrouwenvoetbal in 2007 | Resultaten van AZ sinds de toetreding in het vrouwenvoetbal in 2007 | Resultaten van AZ sinds de toetreding in het vrouwenvoetbal in 2007 | Resultaten van AZ sinds de toetreding in het vrouwenvoetbal in 2007 | Resultaten van AZ sinds de toetreding in het vrouwenvoetbal in 2007 |
| Seizoen                                                             | Competitie                                                          | Competitie                                                          | Competitie                                                          | Competitie                                                          | Competitie                                                          | Competitie                                                          | Competitie                                                          | Competitie                                                          | Competitie                                                          | Kwalificatie                                                        | KNVB Beker                                                          | Eredivisie Cup                                                      | Bijzonderheid                                                       |
| Seizoen                                                             | Divisie                                                             | GW                                                                  | W                                                                   | G                                                                   | V                                                                   | PNT                                                                 | DV                                                                  | DT                                                                  | POS                                                                 | Kwalificatie                                                        | KNVB Beker                                                          | Eredivisie Cup                                                      | Bijzonderheid                                                       |
| ------------------------------------------------------------------- | ------------------------------------------------------------------- | ------------------------------------------------------------------- | ------------------------------------------------------------------- | ------------------------------------------------------------------- | ------------------------------------------------------------------- | ------------------------------------------------------------------- | ------------------------------------------------------------------- | ------------------------------------------------------------------- | ------------------------------------------------------------------- | ------------------------------------------------------------------- | ------------------------------------------------------------------- | ------------------------------------------------------------------- | ------------------------------------------------------------------- |
| 2007/08                                                             | Eredivisie                                                          | 20                                                                  | 11                                                                  | 4                                                                   | 5                                                                   | 37                                                                  | 29                                                                  | 16                                                                  | 1e                                                                  | UEFA Women's Cup                                                    | 2e ronde                                                            | Niet gespeeld                                                       | Eerste seizoen AZ                                                   |
| 2008/09                                                             | Eredivisie                                                          | 24                                                                  | 15                                                                  | 4                                                                   | 5                                                                   | 49                                                                  | 45                                                                  | 16                                                                  | 1e                                                                  | UEFA Women's Champions League                                       | Teruggetrokken                                                      | Niet gespeeld                                                       | –                                                                   |
| 2009/10                                                             | Eredivisie                                                          | 20                                                                  | 12                                                                  | 5                                                                   | 3                                                                   | 41                                                                  | 32                                                                  | 11                                                                  | 1e                                                                  | UEFA Women's Champions League                                       | Kwartfinale                                                         | Niet gespeeld                                                       | –                                                                   |
| 2010/11                                                             | Eredivisie                                                          | 21                                                                  | 12                                                                  | 4                                                                   | 5                                                                   | 40                                                                  | 43                                                                  | 25                                                                  | 3e                                                                  | –                                                                   | Winnaar                                                             | Niet gespeeld                                                       | AZ trekt zich terug uit het vrouwenvoetbal                          |
|                                                                     |                                                                     |                                                                     |                                                                     |                                                                     |                                                                     |                                                                     |                                                                     |                                                                     |                                                                     |                                                                     |                                                                     |                                                                     |                                                                     |
| 2023/24                                                             | Vrouwen Eredivisie                                                  | 22                                                                  | 5                                                                   | 6                                                                   | 11                                                                  | 21                                                                  | 28                                                                  | 38                                                                  | 8e                                                                  | –                                                                   | Achtste finale                                                      | Geen deelname                                                       | AZ treedt opnieuw toe tot de Eredivisie                             |
| 2024/25                                                             | Vrouwen Eredivisie                                                  | 22                                                                  | 11                                                                  | 3                                                                   | 8                                                                   | 36                                                                  | 40                                                                  | 31                                                                  | 6e                                                                  |                                                                     | Kwartfinale                                                         | Geen deelname                                                       |                                                                     |
| 2025/26                                                             | Vrouwen Eredivisie                                                  |                                                                     |                                                                     |                                                                     |                                                                     |                                                                     |                                                                     |                                                                     | e                                                                   |                                                                     |                                                                     |                                                                     |                                                                     |

### In Europa
- 1Q = Eerste kwalificatieronde
- Groepsfase
- 1/16 = 1/16e finale
- PUC = punten UEFA-coëfficiënten

| Seizoen | Competitie                    | Ronde | Land                | Club              | Totaalscore | 1e W    | 2e W    | PUC |
| ------- | ----------------------------- | ----- | ------------------- | ----------------- | ----------- | ------- | ------- | --- |
| 2008/09 | UEFA Women's Cup              | 1Q    | Vlag van Schotland  | Glasgow City LFC  | 1–1         | 1–1 (T) |         | 2.5 |
|         |                               | 1Q    | Vlag van Moldavië   | FC Narta Chisinau | 7–0         | 7–0 (U) |         | 2.5 |
|         |                               | 1Q    | Vlag van Servië     | ŽFK Mašinac Niš   | 4–1         | 4–1 (T) |         | 2.5 |
| 2009/10 | UEFA Women's Champions League | 1/16  | Vlag van Denemarken | Brøndby IF        | 2–3         | 1–2 (T) | 1–1 (U) | 4.0 |
| 2010/11 | UEFA Women's Champions League | 1/16  | Vlag van Frankrijk  | Olympique Lyon    | 1–10        | 1–2 (T) | 0–8 (U) | 3.0 |

Totaal aantal punten voor UEFA-coëfficiënten: 9.5
- Zie ook: Deelnemers UEFA toernooien Nederland#Vrouwen

### Lijst van A-internationals
Deze lijst omvat alle internationals die tijdens hun periode bij AZ minimaal één interland voor hun land gespeeld hebben.
| Land      | Naam speler                  | Int. | Goals | Positie      |
| --------- | ---------------------------- | ---- | ----- | ------------ |
| Nederland | Dyanne Bito                  | 112  | 5     | Verdediger   |
| Nederland | Loes Geurts                  | 60   | 0     | Doelvrouw    |
| Nederland | Claudia van den Heiligenberg | 56   | 7     | Aanvaller    |
| Nederland | Daphne Koster                | 110  | 6     | Verdediger   |
| Nederland | Karin Legemate               | 22   | 0     | Middenvelder |
| Nederland | Liesbeth Migchelsen          | 95   | 7     | Verdediger   |
| Nederland | Chantal de Ridder*           | 29   | 6     | Aanvaller    |
| Wales     | Jessica Fishlock             | 41   | 10    | Middenvelder |

* Chantal de Ridder maakte haar debuut als A-international tijdens haar periode bij AZ.

### Speelsters
- Dyanne Bito
- Kim Dolstra
- Loes Geurts
- Stefanie van der Gragt
- Claudia van den Heiligenberg
- Daphne Koster
- Desiree van Lunteren
- Chantal de Ridder

### Topscorers
- 2007/08:  Claudia van den Heiligenberg (9)
- 2008/09:  Claudia van den Heiligenberg (11)
- 2009/10:  Chantal de Ridder (11)
- 2010/11:  Chantal de Ridder (19)
- 2023/24:  Floor Spaan (11)
- 2024/25:  Desiree van Lunteren (11)
- 2025/26: n.n.b.

### Trainers
- 2007–2011:  Ed Engelkes
- 2023–2024:  Mark de Vries
- 2024–heden:  Wouter de Vogel

## Voetnoten
2 Caprino ·
3 De Ridder ·
4 Woons ·
5 Mol ·
6 Colin ·
7 Van der Most ·
8 De Vette ·
9 Spaan ·
10 Van Lunteren ·
11 Kroese ·
12 Blom ·
13 Copier ·
14 Op de Weegh ·
15 Groot ·
16 Booms ·
17 Zijp ·
18 Boukakar ·
20 Van Bentum ·
21 Van Uden ·
22 Thomas ·
23 Stoop ·
Coach: De Vogel
· Keeperstrainer: Keizer
ADO Den Haag · Ajax · AZ · Excelsior · Feyenoord · sc Heerenveen · NAC Breda · PEC Zwolle · PSV · Telstar · FC Twente · FC Utrecht